# Acherdoa ferraria
Acherdoa ferraria är en fjärilsart som beskrevs av Walker 1865. Acherdoa ferraria ingår i släktet Acherdoa och familjen nattflyn. Inga underarter finns listade i Catalogue of Life.